# Cocconotus scabrifrons
Cocconotus scabrifrons är en insektsart som först beskrevs av Brunner von Wattenwyl 1895.  Cocconotus scabrifrons ingår i släktet Cocconotus och familjen vårtbitare. Inga underarter finns listade i Catalogue of Life.